# 500 Años Fregados Pero Cristianos
500 Años Fregados Pero Cristianos es un libro de caricaturas escrito e ilustrado por Eduardo del Río, Rius y publicado por Grijalbo; el libro aborda el lado oscuro de la conquista de México y el cómo los indígenas siguen siendo víctimas de maltratos y humillaciones.

## Sinopsis
La idea de este libro viene de las intenciones del gobierno mexicano en conmemorar los 500 años de hispanidad en México, lo que concitó la oposición de diversos contingentes y literatos como Rius.
En su edición original la obra consta de los siguientes nueve episodios:
- 1. Del pobre diablo que fue Colón.
- 2. ¿Y qué tal si los aztecas hubieran conquistado España?
- 3. Cómo los españoles confundieron la civilización China con la Mexicana.
- 4. De los sacrificios humanos.
- 5. De la vera cristianizada que diéronles a los indios.
- 6. De las bondadosas & cristianas cosas hechas en las Indias.
- 7. La Conquista espiritual; primer paso al eterno subdesarrollo.
- 8. De la dizque Santa Inquisición.
- 9. Donde podrán verse los resultados de la civilizada que nos dieron.

Rius desmitifica la figura de Cristóbal Colón, presentando aspectos oscuros de su vida que en las escuelas de educación básica de México son omitidos. Además, habla sobre el trauma que tuvieron que pasar los indígenas cuando los españoles llegaron a América, como las violaciones, saqueos, torturas, despojo de su tierra y las enfermedades que éstos trajeron consigo.
Esta obra, asimismo, plantea el papel de la Iglesia de una manera crítica. Se describe lo terrible que fue la "Cristianización" de los pueblos indígenas, con curas que tenían entre sus esclavos a indígenas, la destrucción de sus templos y su cambio de nombre, cómo trabajaron de esclavos al construir los templos cristianos; Rius argumenta que, bajo pretexto de lo espiritual, se cometieron muchos crímenes.
Asimismo, da una reseña sobre los pocos personajes que defendieron a los indígenas, como Vasco de Quiroga.
Rius culpa del subdesarrollo mexicano a la poca visión que tuvieron los españoles al gobernar México y a las costumbres que se quedaron tras la conquista en los gobernantes y población. Además, se habla de cómo todavía en estos tiempos, al indígena se lo margina en todos los sentidos y se abusa de él, además del racismo que aún impera entre amplios sectores de la población de México.
Tal visión de la historia de México es profundamente ahistórica, y deriva de la historia oficial impuesta desde el siglo XIX por los liberales, y desde la Revolución, por la "Dictadura Perfecta". Rius lo hace además, a través de un antigachupinismo atroz, llegando en ocasiones a un violento antiespañolismo, que califica a los españoles de salvajes, paletos, atrasados, la hez de Occidente, violadores, racistas, sucios y les compara con animales:
México es un país mestizo –dicen–un producto de la fusión de dos razas, del mestizaje…(nomás acá no hubo mestizaje, nomás etnocidio)…El mestizaje dice el inefable tumbaburros es la cruza de dos razas, y acá nunca se dio el caso de indígenas que se ejecutaran en el lecho conyugal, a ninguna hembra hispana…ni de hembra indígena que se cruzara con gachupa voluntariamente. El mestizaje pacífico nunca se dio en México, pues en todos los casos la cruza se efectuó por violación de las mujeres indígenas a manos y cojones de la soldadesca y clero hispanos…el resultado de esas violaciones fueron miles de niños y niñas rechazados (…) había miles de niños de esos vagando por los campos, viviendo del robo, huyendo de ambos bandos, sucios, salvajes y muertos de hambre. Cuando se les capturaba, los enviaban como esclavos a las haciendas y minas, y en muchos casos a España, también como esclavos para servir en el ejército (…) el título de mestizo era un insulto. Pero todos esos mestizos fueron la base de nuestra nacionalidad (…) los hijos de la chingada
Por ello, este libro de Rius puede considerarse un libro de odio, e incorporarse dentro del antiespañolismo mexicano, estudiado, entre otros por Tomás Pérez Vejo.